# 아히 (요리)
아히(스페인어: ají)는 볼리비아, 페루 등 남아메리카 안데스 지역의 전통 음식이다. 아마리요고추(아히 아마리요)와 빵이나 감자 등 탄수화물 음식으로 만든다.

## 종류

### 볼리비아
- 아히 데 렝과(ají de lengua): 우설
- 아히 데 아차카나(ají de achakana): 아차카나
- 아히 데 파팔리사(ají de papalisa): 울류쿠

### 페루
- 아히 데 가이나(ají de gallina): 닭고기
- 아히 데 라카요테(ají de lacayote): 흑종호박
- 아히 데 마리스코스(ají de mariscos): 해산물
- 아히 데 몬동고(ají de mondongo): 양
- 아히 데 우에보스(ají de huevos): 달걀

## 사진

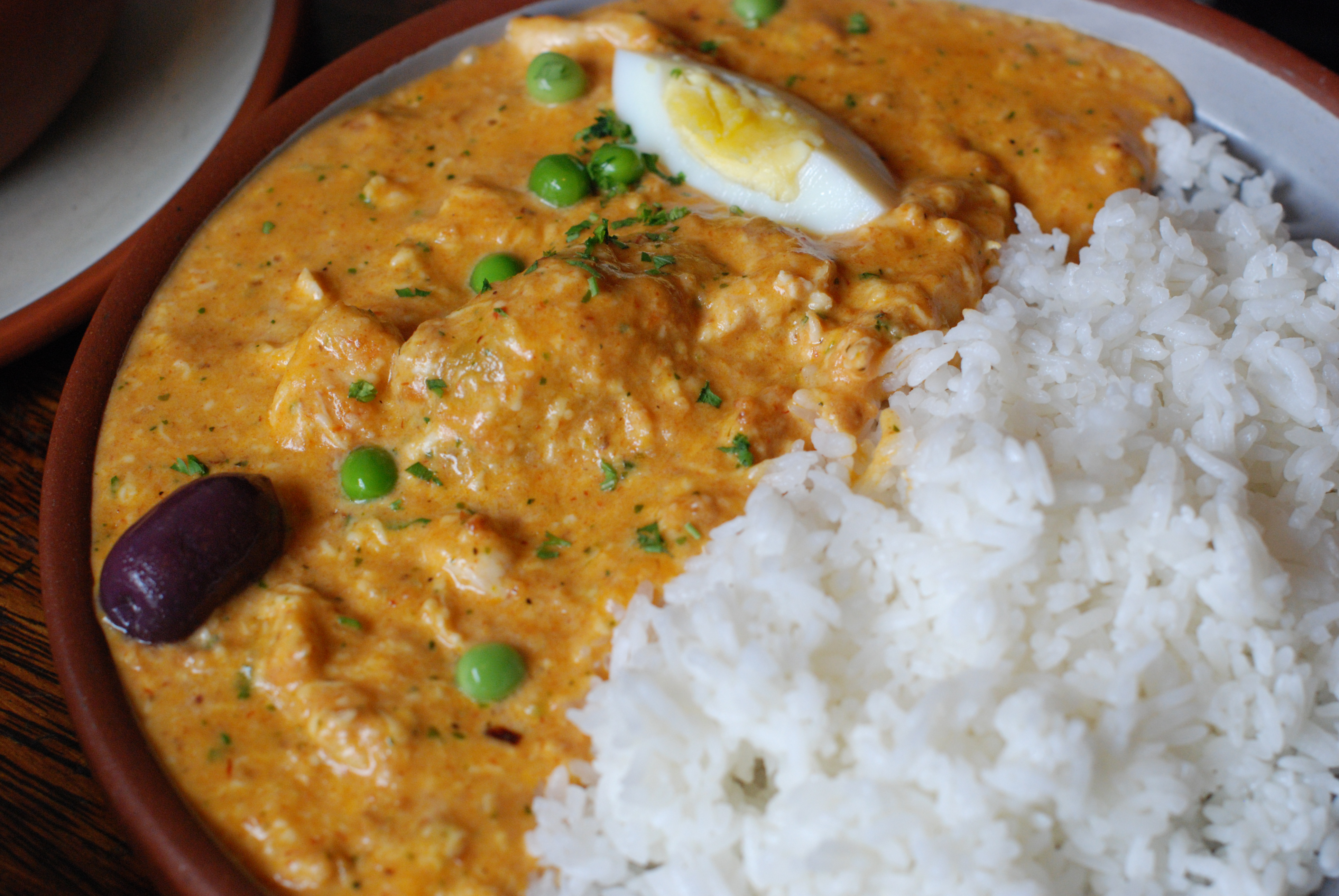
아히 데 가이나
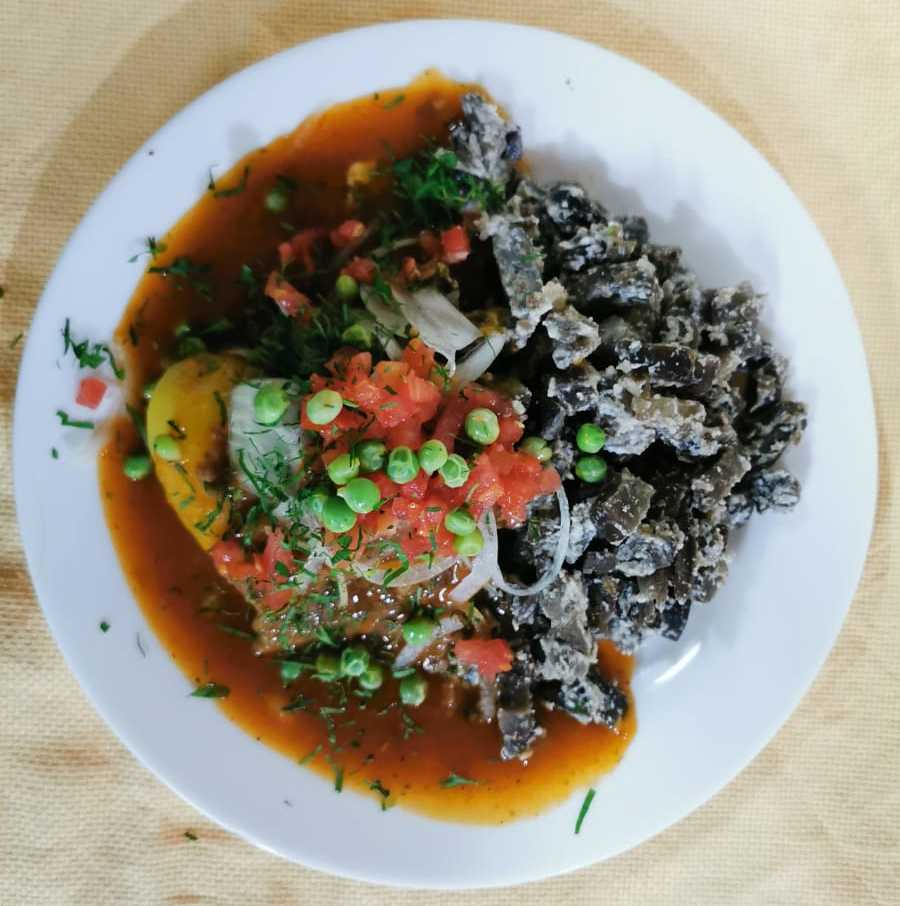
아히 데 렝과
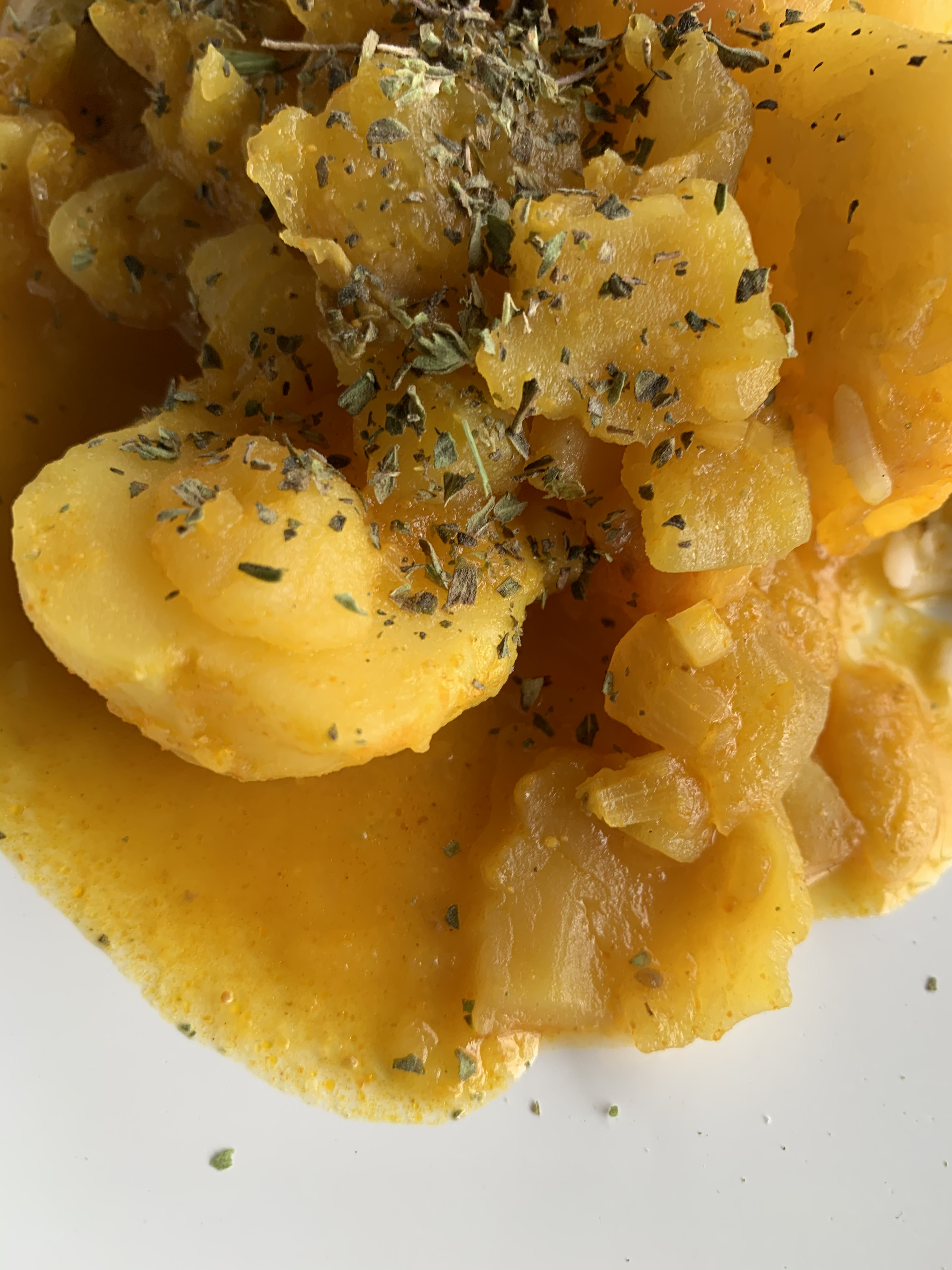
아히 데 파팔리사
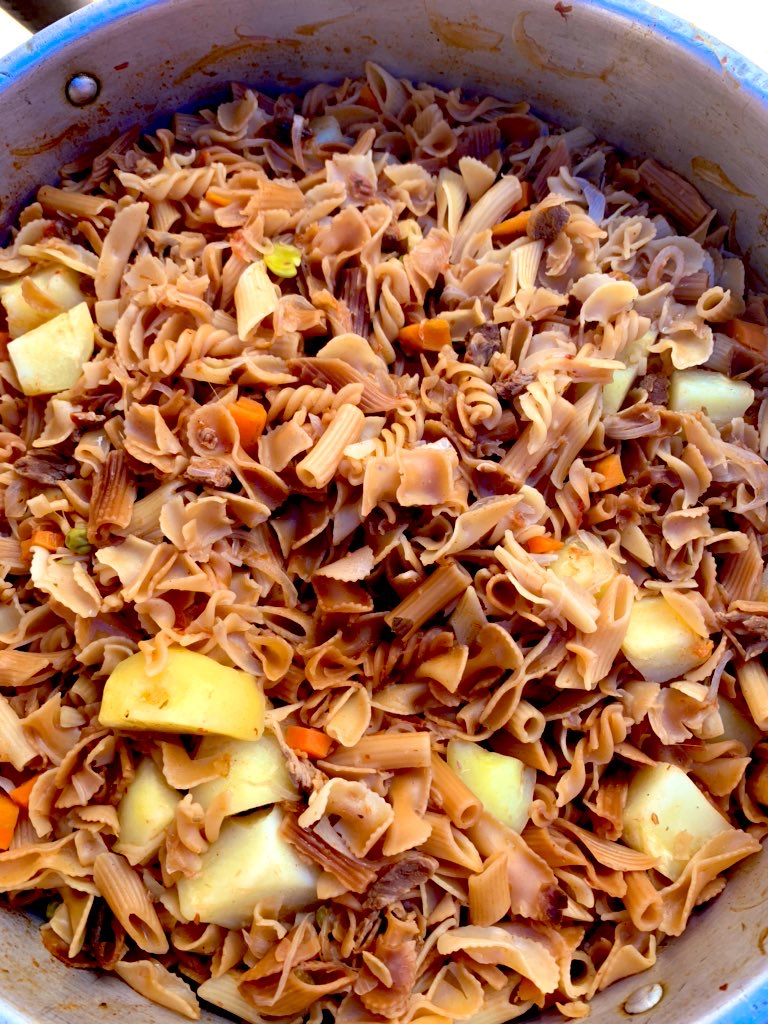
아히 데 피데오

## 같이 보기
- 아히아코